# Fiume di sangue
Fiume di sangue (in lingua originale Bloody river blues) è un libro di Jeffery Deaver, il secondo della serie di John Pellam, un Location Scout del cinema.

## Trama
John Pellam, un "location scout" che viaggia per l'America alla ricerca di nuovi scenari per girare film, giunge a Maddox, nel Missouri, una tipica sonnolenta città di provincia statunitense, dove le ore scorrono scandite da casse di birra consumate su piazzali di cemento di vecchie fabbriche dismesse. Al suo arrivo, Pellam diventa suo malgrado testimone oculare di un omicidio. Da questo momento, nei suoi confronti si scatena una caccia all'uomo senza tregua, condita da intrighi, colpi di scena, e continui ribaltamenti di fronte.

## Edizioni
- Jeffery Deaver, Fiume di sangue, traduzione di Cristiana Astori, collana Romanzi, Rizzoli, 2007,  p. 359, ISBN 978-88-17-04209-3.